# Moranopteris simplex
Moranopteris simplex är en stensöteväxtart som beskrevs av R.Y.Hirai och J.Prado. Moranopteris simplex ingår i släktet Moranopteris och familjen Polypodiaceae. Inga underarter finns listade.